# Castries (Francia)
Castries è un comune francese di 5 750 abitanti situato nel dipartimento dell'Hérault nella regione dell'Occitania.

## Società

### Evoluzione demografica
Abitanti censiti

## Gemellaggio
Dal 2010 Il Comune di Castries è gemellato con il Comune di Volpiano (TO)